# Tangjiakou
Tangjiakou (kinesiska: 唐家口, 唐家口街道) är ett stadsdelsdistrikt i Kina. Det ligger i storstadsområdet Tianjin, i den norra delen av landet, nära eller i stadens centrum. Antalet invånare är 72 845. Befolkningen består av 34 119 kvinnor och 38 726 män. Barn under 15 år utgör 6,0 %, vuxna 15-64 år 83 %, och äldre över 65 år 9,0 %.